# گابریل رز (شناگر)
گابریل رز (به انگلیسی: Gabrielle Rose) (زادهٔ ۱ نوامبر ۱۹۷۷) شناگر اهل ایالات متحده آمریکا است.